# شوتا کاوانیشی
شوتا کاوانیشی (انگلیسی: Shota Kawanishi؛ زادهٔ ۲۸ اکتبر ۱۹۸۸) بازیکن فوتبال اهل ژاپن است.
از باشگاه‌هایی که در آن بازی کرده‌است می‌توان به باشگاه فوتبال گامبا اوساکا اشاره کرد.